# Чжу Сибень
Чжу Сибень або Чу Си-пень (朱思本, 1273 — 1337) — китайський картограф і даоський священнослужитель часів династії Юань.

## Життєпис
Народився у 1273 році у м. Ліньчуань (сучасний Фучжоу провінції Цзянсі). Долучився до даосизму в обителі на «щасливої землі» (фуді) у священної гори з двома піками Лунхушань (Дракона і Тигриці, повіт Гуйсі провінції Цзянсі), де офіційний знаходився центр течії «небесних наставників» (тяньши) Чжен'і-дао («шлях правильної єдності»).
Прибув до столиці Даду (Пекін), супроводжуючи У Цюань-цзе (1269–1346), який зустрічався із засновником династії Юань Хубілаєм, одного з патріархів «таємничого вчення» (сюань-цзяо), різновиду «школи Лунху» (лунху-цзун) в Чжен'і-дао. За височайшим наказом відправившись в паломництво по знаменитих гір і великих річок, «об'їздив всю Піднебесну» і відобразив побачене на картах. Завершивши роботу над картою, у 1321 році Чжу Сибень очолив давній даоський храм Десятитисячолітнього довголіття на Нефритовій висоті (Юйлун ваньшоугун). Помер у 1337 році.

## Картографія
Чжу Сибень розвинув традиційну картографію на основі великої маси нової географічної інформації, принесеної монгольським об'єднанням Азії, і відомостей, отриманих в епохи Тан і Сун. При перевірці карт попередників знайшов багато помилок, на виправлення яких треба було близько 10 років. У 1311–1320 роках, використовуючи старі карти, літературні джерела та дані власної подорожі, підготував з належним масштабом сітки і спеціальними символами величезну, більш ніж двометрову (7 чі) у довжину та ширину карту Китаю «Юйді ту» («Зображення землі [під небесним] склепінням») з 2 цзюанів.
Чжу Сибень був обережний у картографуванні віддалених і маловивчених областей, навіть виключив з нього країни південного сходу регіону південних морів і північного заходу Монголії, оскільки сам не міг відвідати і вивчити їх, а «ті, хто повідомляють щось про них, не говорять нічого певного, а якщо й говорять, то їм не можна довіряти». Його карта близько 2 століть існувала тільки в рукописі або копіях, але у 1541 році була переглянута Ло Хунсянем (1504–1564), а потім у 1555 році надрукована їм у вигляді атласу «Гуан юй ту» («Розширене Зображення [землі під небесним] склепінням»). Ло Хунсянь, визнавши карту Чжу Си-беня незручною у використанні, розділив її на окремі карти, що легко дозволяла зробити координатна сітка. У новому варіанті крім 2 аркушів загальної карти було 40 основних деталізованих (16 аркушів внутрішніх областей, 16 аркушів що описували прикордонні райони, 3 аркушів, що картографують Жовту річку, 3 — Великий канал, 2 — морські маршрути) і 68 додаткових деталізованих карт, присвячених Кореї, Аннаму, Монголії, Центральній Азії та іншим регіонам. Масштаб був зазвичай 100 лі для поділу, але в окремих випадках, зокрема прикордонні райони і річкові долини, більше. На одному з аркушів під назвою «Сі нань хай і ту» («Зображення варварських [земель] Південно-західних Морів»), показана південний край Африки, яка спрямована на південь, що Чжу Сибень зображав вже в 1315. Проте на європейських і арабських картах XIV ст. край Африки спрямовано на схід, і тільки в середині XV ст. ця помилка була усунена.

## Літературна діяльність
Його літературну спадщини представлено в «Чжень-й чжайши веньгао» («Попереднє зібрання віршів і прози з кабінету Чжень-і»).